# Чорноморськ-Порт
Чорномо́рськ-Порт (до 17 травня 2017 року — Іллічівськ, у 1950-х роках — Новоіллічівка та Сухий Лиман) — позакласна припортова вантажна залізнична станція Одеської дирекції Одеської залізниці. Розташована на лінії Аккаржа — Чорноморськ-Порт, на околиці с-ща Олександрівка Чорноморської міської громади Одеського району Одеської області. Найближча станція — Аккаржа (7,4 км).
Станція обслуговує Морський торговельний порт «Чорноморськ» та 8 прилеглих під'їзних колій.

## Історія
14 лютого 1958 року наказом міністра шляхів сполучення Бориса Бещева було відкрито роз'їзд Новоіллічівка, що мав забезпечувати постачання обладнання та матеріалів для будівництва морського порту та судноремонтного заводу.
У серпні 1958 року відкрита станція Сухий Лиман.
5 серпня 1958 року на станцію Новоіллічівка прибув перший паровоз з 300 тоннами вугілля.
За 5 років станції Новоіллічівка та Сухий Лиман було об'єднано у станцію 4-го класу — Іллічівськ. Згодом станція стала позакласною.
До 1975 року було завершено електрифікацію колій.
15 січня 2016 року від станції відправлений перший демонстраційний рейс контейнерного поїзда за маршрутом Україна — Грузія — Азербайджан — Казахстан — Китай, який є альтернативним шляхом доставлення вантажів із Заходу на Схід в обхід території РФ. У складі поїзда відправлено 10 вагонів та 20 сорокафутових контейнерів. Очікувалось, що загалом тривалість маршруту до станції Достик на державному кордоні Казахстану і Китаю становитиме 11-12 діб. Надалі вантажі передбачаються відправляти до великих промислових міст КНР (Чженчжоу, Чунцін, Ляньюньган). Загалом технологічні характеристики дозволяють відправляти до 40 вагонів з 80-ма 20-футовими або з 40-ка 40-футовими контейнерами. Поїзд може перевозити всі без винятку вантажі. Маршрутом зацікавлені українські відправники картону, каменю, керамічної плитки, гумовотехнічних виробів, металоконструкцій, меблів, продуктів харчування та сільськогосподарської продукції.

## Загальна інформація
Станція має 137 колій протяжністю понад 66 км, 10 парків, гірковий комплекс. Станом на 2013 рік на станції працює понад 300 залізничників, щодоби перероблялося близько 250 вагонів з 20 найменуваннями вантажів. Середньодобове навантаження — 7,3 тис. тонн вантажів, вивантаження — 18 тис. тонн. Основні види вантажів — зернові, нікелева руда, вугілля тощо. 

## Пасажирське сполучення
Пасажирський рух відсутній з 2001 року.
23 листопада 2021 року відбулося засідання постійної комісії з транспорту Одеської міської ради, на якому порушили питання відновлення транспортного сполучення залізницею між Одесою та Чорноморськом. Це питання зустріло схвалення. Було запропоновано декілька різних варіантів вирішення цієї проблеми. На околиці Чорноморська на існуючих станційних коліях є можливість організувати мультимодальний пересадковий хаб, який має можливість поєднати із автобусною зупинкою. До станції запропоновано організувати підвезення пасажирів міськими автобусами Чорноморська. Фактично ж шляхи, про які йшлося, знаходяться вже на території с-ща Олександрівка. Цей варіант вимагає лише створення у потрібному місці пасажирської платформи з павільйоном та квитковою касою.
Другий варіант — це будівництво приблизно 800 метрів нової залізничної електрифікованої колії, яка проходила приблизно тією ж трасою, де була стара гілка, і планується прокласти майже до центру Чорноморська, попередня вартість складає близько 60 млн гривень — це ціна тієї стратегічної помилки, яку зробила влада, коли дозволила розібрати недіючу залізничну гілку до пасажирських платформ у тоді ще Іллічівську.
Керівництвом Одеської залізниці було анонсовано, що приміський електропоїзд може долати відстань з мінімальною кількістю зупинок від Чорноморська до Одеси приблизно за 45 хвилин.
У лютому 2022 року, з нагоди 90-річчя утворення Одеської області, передбачалося відкрити пасажирське сполучення між Чорноморськом та Одесою, із запуском приміського електропоїзда, проте через російське вторгнення в Україну цей проєкт так і не був втілений.